# Dystrykt Chongwe
Dystrykt Chongwe – dystrykt w południowej Zambii w Prowincji Lusaka. W 2000 roku liczył 137 461 mieszkańców (z czego 51,08% stanowili mężczyźni) i obejmował 23 786 gospodarstw domowych. Siedzibą administracyjną dystryktu jest Chongwe.